# Бурујенешти (Јаши)
Бурујенешти (рум. Buruienești) насеље је у Румунији у округу Јаши у општини Биволари. Oпштина се налази на надморској висини од 73 m.

## Становништво
Према подацима из 2002. године у насељу је живело 208 становника, од којих су сви румунске националности.